# Scharfnasenhaie
Die Scharfnasenhaie (Rhizoprionodon) sind eine Gattung der Requiemhaie (Carcharhinidae). Sie umfasst 7 Arten und ist an allen subtropischen und tropischen Küsten anzutreffen. Der unter anderem im Ostatlantik verbreitete Milchhai (R. acutus) kommt dabei als einzige Art sehr selten auch im Mittelmeer vor, wobei er über die Straße von Gibraltar einwandert.

## Aussehen und Merkmale
Die meist zwischen einem und maximal 1,75 Meter langen Arten der Scharfnasenhaie besitzen einen schlanken Körper und sind in ihrer Gestalt den Vertretern der Gattung Carcharhinus sehr ähnlich. Sie haben eine lange Schnauze und besitzen 5 Kiemenspalten, ein Spritzloch fehlt. Wie andere Requiemhaie besitzen sie eine Afterflosse und zwei Rückenflossen, von denen die vordere größer ist als die hintere. Die Augen sind groß und die relativ kleinen Zähne in beiden Kiefern schräg stehend und gezähnt.

## Lebensweise

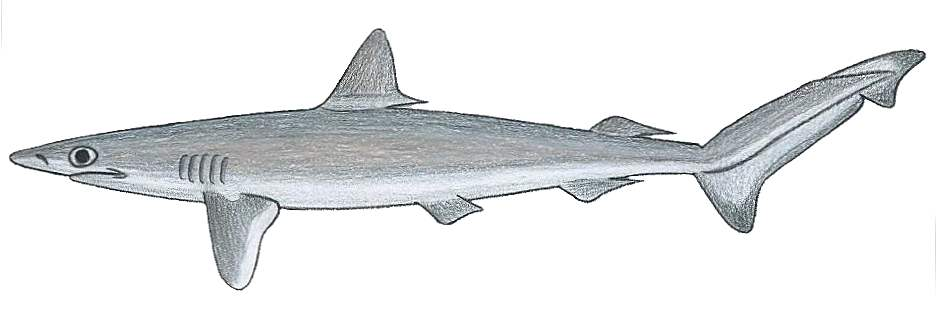
Brasilianischer Scharfnasenhai (Rhizoprionodon lalandii)

Scharfnasenhaie leben als Flachwasserarten vor allem über dem Kontinentalschelf oder in anderen flachen Meeresbereichen. Sie ernähren sich vor allem von Fischen. Die Haie sind lebendgebärend und bilden eine Dottersack-Plazenta aus (plazental vivipar).

## Verbreitung

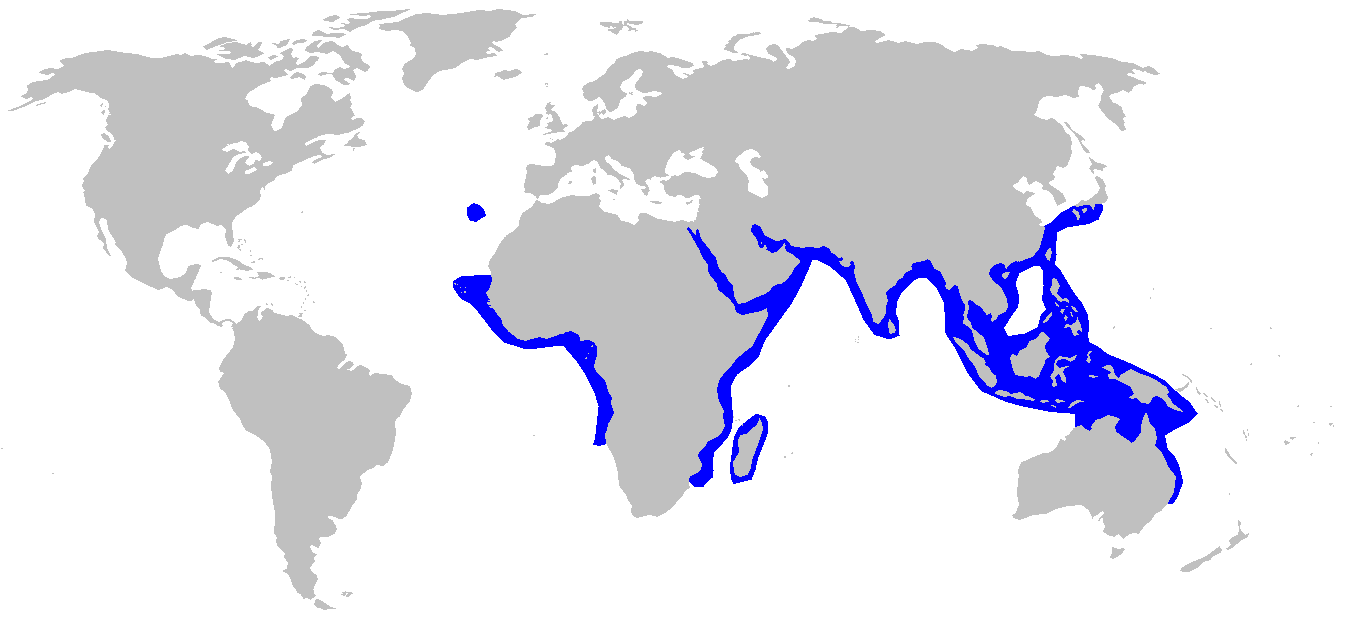
Verbreitungsgebiete des Milchhais

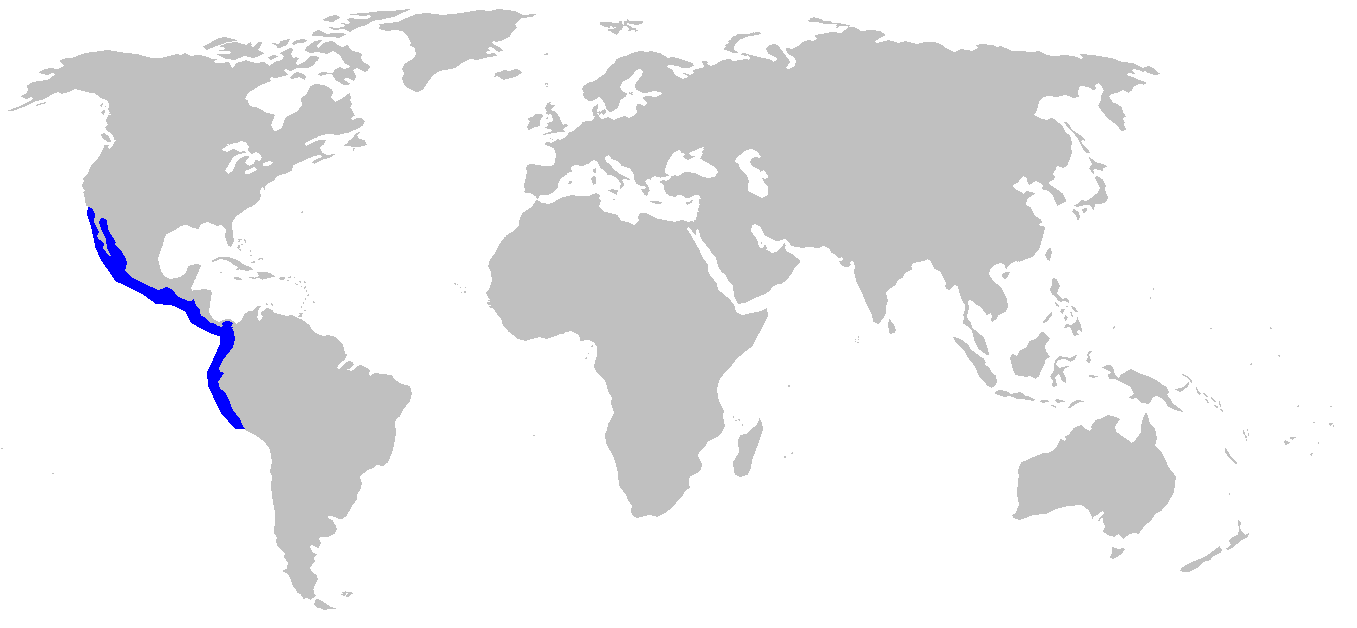
Verbreitungsgebiete des Pazifischen Scharfnasenhais

Die Scharfnasenhaie sind in allen tropischen und subtropischen Küstengebieten anzutreffen. Dabei kommen einige Arten in sehr großen Gebieten vor wie etwa der Milchhai, der vom Ostatlantik über die gesamte afrikanische Küste mit Ausnahme des äußersten Südens und die Küsten des Indischen Ozean bis an die Pazifikküsten Südostasiens und Australiens verbreitet ist. Andere Arten sind auf kleinere Verbreitungsgebiete beschränkt, so findet sich der Pazifische Scharfnasenhai nur an der ostpazifischen Küste von Kalifornien bis Peru.

## Systematik
Die Gattung Der Scharfnasenhaie besteht aus 7 anerkannten Arten:
- Milchhai (Rhizoprionodon acutus)
- Brasilianischer Scharfnasenhai (Rhizoprionodon lalandii)
- Pazifischer Scharfnasenhai (Rhizoprionodon longurio)
- Karibischer Scharfnasenhai (Rhizoprionodon porosus)
- Grauer Scharfnasenhai (Rhizoprionodon oligolinx)
- Australischer Scharfnasenhai (Rhizoprionodon taylori)
- Atlantischer Scharfnasenhai (Rhizoprionodon terraenovae)